# Ludwig Kühr
Ludwig Kühr (* 5. September 1904 in Gummersbach; † 1. Januar 1958 in Berlin) war ein deutscher Aufnahmeleiter bei Filmproduktionen.

## Leben
Über den beruflichen Werdegang von Ludwig Kühr liegen in den vorliegenden Quellen keine Angaben vor. Schon in jungen Jahren war Ludwig Kühr ab 1930 als Aufnahmeleiter für verschiedene Filmproduktionsgesellschaften beschäftigt. Darunter befanden sich Anfang der 1930er Jahre diverse Produktionsfirmen von Carl Heinz Wolff, später dann bis zum Ende des Zweiten Weltkriegs die UFA und in den Nachkriegsjahren vielfach die CCC-Filmkunst von Artur Brauner. Die Tätigkeit als Aufnahmeleiter nahm er durchgehend bis zu seinem Tod 1958 bei einer großen Anzahl von Spielfilmproduktionen wahr. 
Ludwig Kühr arbeitete mit Regisseuren wie Carl Boese, Paul May, Erich Engel, Helmut Käutner sowie allein in acht Produktionen mit Karl Ritter zusammen. Im Rahmen der Zusammenarbeit mit Karl Ritter war er auch bei den Dreharbeiten von NS-Propagandafilmen als Aufnahmeleiter engagiert. Hierfür seien beispielhaft die Filme Pour le Mérite (1938), Legion Condor (1939) und Kadetten (1939/41) aufgeführt.
Ludwig Kühr verstarb am 1. Januar 1958 auf dem Transport von seiner Wohnung in Berlin-Wilmersdorf ins Krankenhaus.

## Filmografie (Auswahl)
- 1930: Flachsmann als Erzieher
- 1930: Lumpenball
- 1931: Täter gesucht
- 1932: Husarenliebe
- 1932: Der verliebte Blasekopp[6]
- 1934: Pipin der Kurze
- 1934: Alte Kameraden
- 1935: Verlieb Dich nicht am Bodensee
- 1936: Verräter
- 1936: Engel mit kleinen Fehlern
- 1936: Der Bettelstudent
- 1936: Dahinten in der Heide
- 1937: Vor Liebe wird gewarnt
- 1937: Patrioten
- 1937: Unternehmen Michael
- 1938: Urlaub auf Ehrenwort
- 1938: Capriccio
- 1938: Pour le Mérite
- 1939: Die Hochzeitsreise
- 1939: Legion Condor
- 1939/41: Kadetten
- 1940: Beates Flitterwoche
- 1940: Links der Isar – rechts der Spree
- 1941: Der laufende Berg
- 1942: Violanta
- 1943: Damals
- 1943: Gefährlicher Frühling
- 1944: Jan und die Schwindlerin
- 1948: Fahrt ins Glück
- 1949: Man spielt nicht mit der Liebe
- 1950: Maharadscha wider Willen
- 1950: Fünf unter Verdacht
- 1950: Epilog – Das Geheimnis der Orplid
- 1951: Die Alm an der Grenze
- 1952: Der Herrgottschnitzer von Ammergau
- 1953: Ehestreik
- 1953: Der Klosterjäger
- 1954: Ein toller Tag
- 1954: Schloß Hubertus
- 1955: Das Schweigen im Walde
- 1955: Liebe ohne Illusion
- 1956: Das Bad auf der Tenne
- 1956: Die Geierwally
- 1956: Der Jäger von Fall
- 1957: Der Edelweißkönig
- 1957: Europas neue Musikparade 1958